# Negarim

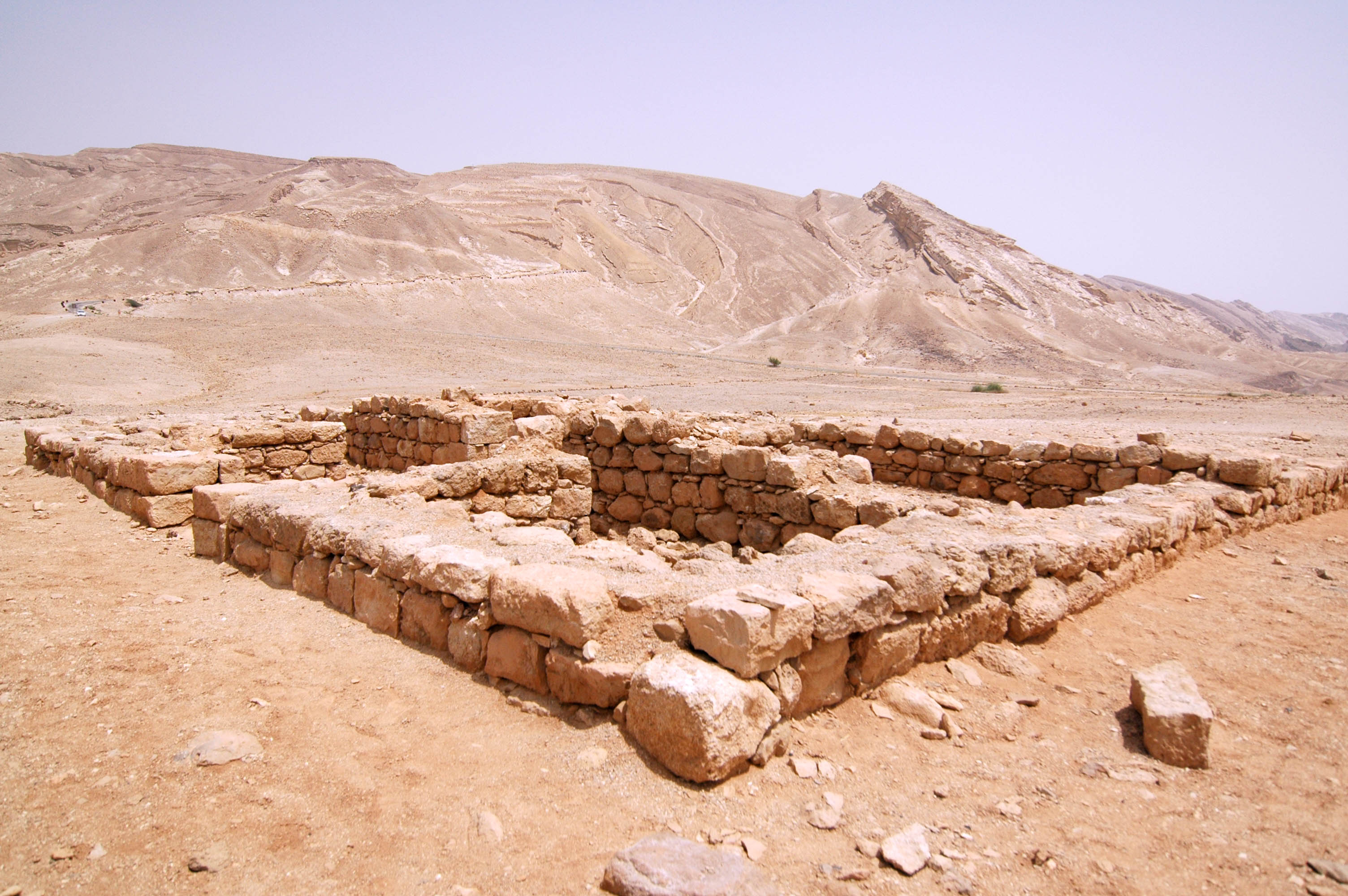
Ruinas de una construcción en el desierto del Neguev (Israel), donde se originó el negarim

Un negarim es una intervención sobre un terreno natural inclinado que consiste en la construcción, con la propia tierra y piedras de la zona, de microbalsas en forma de rombo, pegadas las unas a las otras. Es un método de siembra y cosecha de agua utilizado para cultivar árboles y arbustos en regiones áridas o semiáridas. Protege el suelo de la erosión (más que por la construcción en sí, porque retiene agua y favorece el crecimiento de la vegetación). Funciona con precipitaciones superiores a 150 mm anuales (esto es, 150 litros de agua por metro cuadrado) y se puede aplicar a pendientes de hasta el 15 %. Como su propósito es el cultivo de plantas de raíces fuertes, el suelo debe tener al menos 1,5 metros de profundidad hasta la roca madre, preferiblemente más de 2 metros.

El negarim se dispone como el de la derecha de estos 2 rombos

Un rombo tiene dos vértices agudos y dos obtusos. En el negarim los dos vértices agudos se encuentran sobre una línea horizontal (como en el rombo derecho de los 2 que hay en la figura), mientras que uno de los vértices obtusos se encuentra por encima de esta línea y el otro, que es donde se acumula el agua y se debe plantar el árbol, por debajo de ella. El lado del rombo mide entre 3 y 10 metros. Es posible construirlo con útiles agrícolas simples (pala y azada); no hace falta maquinaria. Puede considerarse una rudimentaria forma de riego.
La palabra proviene del hebreo neger, que significa escorrentía (hecho de que el agua de lluvia caída se desliza sobre el terreno).